# Авиация военно-морских сил Китайской Народной Республики
Авиация военно-морских сил Китайской Народной Республики (кит. 中国人民解放军海军航空兵) — морская авиация, вид войск ВМС НОАК, образованный в 1955 году. Является одним из трёх видов войск ВМС, помимо надводного и подводного флотов.

## Краткий обзор
Исторически основной ролью морской авиации КНР были сопровождение надводных кораблей, их защита и поддержка с воздуха. Доктрина береговой обороны предусматривала использование морской авиации для защиты судов, именно поэтому на кораблях долгое время не было зенитных ракет или артиллерии большой дальности. Во время китайско-вьетнамской войны авиация ВМС НОАК провела множество успешных бомбардировочных налётов, в том числе и на острова Спратли. В 1960-е годы авиация не раз атаковала против тайваньских пилотов, нарушивших границы КНР. Вплоть до конца 1990-х ядро китайской морской авиации составляли J-5, J-6 и H-5.
В настоящее время морская авиация КНР насчитывает около 26 тысяч человек личного состава и около 700 самолётов. Её авиапарк почти не отличается от ВВС КНР, куда входят реактивные истребители, бомбардировщики, штурмовики, танкеры, самолёты разведки и радиоэлектронной борьбы, патрульные и гидросамолёты, транспортные и учебные самолёты, а также разные типы вертолётов. Обычно в морскую авиацию передавалось то, что уже не использовалось ВВС (то есть авиапарк был по возрасту старше), и поэтому модернизации морская авиация почти не подвергалась до 2000 годов. В настоящее время авиация отвечает за защиту кораблей ВМС НОАК с воздуха и за операции против вражеских судов.

## Роли

### Первичные
- Обеспечение защиты надводного флота ВМС НОАК с воздуха
- Патрулирование моря, охота и уничтожение вражеских подводных лодок
- Воздушное патрулирование и защита территориальных вод
- Защита береговой линии КНР от воздушных налётов
- Атака на вражеские надводные суда

### Вторичные
- Транспортировка и обучение
- Поисково-спасательные операции
- Перевоз личного состава для штурма и оказание тактической поддержки при морском десанте
- Упредительная атака на наземные сухопутные цели

## Вооружение
| Название                         | Производитель | Принцип работы | Тип техники                | В строю с | На вооружении | Итого | Примечания  |
| -------------------------------- | ------------- | -------------- | -------------------------- | --------- | ------------- | ----- | ----------- |
| Sud-Aviation SA.321 Super-Frelon | Франция       | Винтокрылый    | Транспорт                  |           | 15            |       | [ 1 ]       |
| Changhe Z-8                      | Китай         | Винтокрылый    | Транспорт / ударный        |           | 27+           | 27+   | [ 2 ]       |
| Changhe Z-18                     | Китай         | Винтокрылый    | Ударный                    |           | 5             |       | [ 2 ]       |
| Chengdu J-7                      | Китай         | Реактивный     | Истребитель                |           | 30            |       | [ 2 ]       |
| Chengdu J-10                     | Китай         | Реактивный     | Многоцелевой               |           | 24            | 24    | [ 1 ]       |
| Eurocopter AS565 Panther         | Франция       | Винтокрылый    | Патрульный                 |           | 6             |       | [ 2 ]       |
| Guizhou JL-9                     | Китай         | Реактивный     | Учебный                    |           | 12+           | 12+   | [ 1 ]       |
| Harbin SH-5                      | Китай         | Винтовой       | Патрульный                 |           | 3             |       | [ 1 ]       |
| Harbin Z-9                       | Китай         | Винтокрылый    | Многоцелевой               |           | 25            |       | [ 1 ]       |
| Hongdu JL-8                      | Китай         | Реактивный     | Учебный                    |           | 12            |       | [ 1 ]       |
| Ил-28                            | СССР          | Реактивный     | Патрульный                 |           | 7             |       | [ 1 ]       |
| Ка-28                            | Россия        | Винтокрылый    | Ударный                    |           | 19            |       | [ 1 ]       |
| Ка-31                            | Россия        | Винтокрылый    | Патрульный                 |           | 9             |       | [ 1 ]       |
| KJ-200                           | Китай         | Винтовой       | Патрульный                 |           | 3             |       | [ 2 ]       |
| Ми-8                             | СССР          | Винтокрылый    | Транспорт                  |           | 8             |       | [ 1 ]       |
| Nanchang CJ-6                    | Китай         | Винтовой       | Учебный                    |           | 38            |       | [ 1 ]       |
| Nanchang Q-5                     | Китай         | Реактивный     | Ударный                    |           | 30            |       | [ 2 ]       |
| Shaanxi Y-8                      | Китай         | Винтовой       | Транспорт / патрульный     |           | 30            |       | [ 2 ]       |
| Shenyang J-5                     | Китай         | Реактивный     | Учебный                    |           | 5             |       | [ 1 ]       |
| Shenyang J-6                     | Китай         | Реактивный     | Учебный                    |           | 14            |       | [ 1 ]       |
| Shenyang J-8                     | Китай         | Реактивный     | Учебный                    |           | 47            |       | [ 2 ]       |
| Shenyang J-11                    | Китай         | Реактивный     | Многоцелевой               |           | 72            | 72    | [ 3 ]       |
| Shenyang J-15                    | Китай         | Реактивный     | Многоцелевой               | 2013      | 21+           | 21+   |             |
| Shijiazhuang Y-5                 | Китай         | Винтовой       | Транспорт / многоцелевой   |           | 50            |       | [ 1 ]       |
| Су-30МКК                         | Россия        | Реактивный     | Многоцелевой / транспорт   |           | 24            | 24    | [ 1 ]       |
| Xian H-6                         | Китай         | Реактивный     | Бомбардировщик / транспорт |           | 33            |       | [ 1 ]       |
| Xian JH-7                        | Китай         | Реактивный     | Многоцелевой               |           | 124           |       | [ 1 ]       |
| Xian Y-7                         | Китай         | Винтовой       | Транспорт / учебный        |           | 39            |       | [ 2 ] [ 1 ] |
| Як-42                            | Россия        | Реактивный     | Транспорт                  |           | 2             | 2     | [ 1 ]       |

## Развитие в будущем
4 июня 2009 United Press International со ссылкой на восточноевропейские СМИ сообщило о том, что в доках Чансиндао могут заложить ещё один авианосец. Позже авианосец «Ляонин», который был готов всего лишь на 70% на момент его передачи Советском Союзом Китаю, после долгой доработки и ремонта был введён в эксплуатацию 25 ноября 2012 года, когда закончились шедшие с конца 2011 года ходовые испытания.
В 2013 году офицер авиации ВМС НОАК объявил о том, что в Китае будут строиться авианосцы проекта 001А. В июле 2018 года генерал-лейтенант ВВС НОАК Чжан Хунхэ объявил, что в связи с четырьмя авиакатастрофами J-15 и множеством технических будет разрабатываться новый самолёт для авианосцев: масса самолёта будет составлять 17,5 т, что сделает этот самолёт более тяжёлым, чем американский Boeing F/A-18E/F Super Hornet (14,6 т), но легче, чем F-14 Tomcat (19,8 т). По оценкам экспертов, у самолётов могут возникнуть проблемы с полезной нагрузкой.